# 潤井戸 (市原市)
潤井戸（うるいど）は千葉県市原市の市津地区にある大字。郵便番号は290-0171。

## 概要
市原市北部の市津地区にある。北東部は村田川沿いの水田地帯、北西部は道路沿いの住宅地と少ない面積の森林、中部には中規模な住宅団地、南部には市内では大きい規模である工業団地が広がっており、様々な風景を望むことができる。都市再生機構施工の潤井戸団地造成区域の換地処分によって新設町丁であるうるいど南を分離している。

## 地理
北はちはら台南、東は番場・下野・喜多、南は荻作、西はうるいど南・神崎・久々津、西から北は草刈と接している。

## 歴史

### 地名の由来
潤井戸は湿津（うるつ）の転訛であるとされる。湿津は、当地の南の水神谷から豊かで清澄な地下水が湧き出すことに由来する。

### 沿革
- 1619年 - 潤井戸藩が立てられる。
- 1626年 - 潤井戸藩廃藩。
- 1889年4月1日 - 町村制施行に伴い、市原郡湿津村に属する。
- 1955年2月11日 - 湿津村が市東村と合併し、市津村に属する。
- 1961年4月1日 - 市津村が町制施行し市津町になる。
- 1963年5月1日 - 市原郡の市津町他5町が合併して市原市が発足[5]。
- 2010年3月26日 - 潤井戸団地造成区域の換地処分が完了しうるいど南が分離する[5]。

## 世帯数と人口
2022年4月1日現在の世帯数と人口は以下の通りである。
| 町丁字 | 世帯数    | 人口    |
| ------ | --------- | ------- |
| 潤井戸 | 1,002世帯 | 1,963人 |

## 通学区域
市立小学校・市立中学校及び県立高等学校の通学区域は以下の通りである。
| 町丁字 | 番地 | 小学校             | 中学校             | 高等学校 |
| ------ | ---- | ------------------ | ------------------ | -------- |
| 潤井戸 | 全域 | 市原市立湿津小学校 | 市原市立湿津中学校 | 第9学区  |

## 施設
- 市原市立湿津小学校
- 市津郵便局
- せんどうPCセンター
- システムハウスR&C 東京センター
- 千葉積水工業

## 交通

### 鉄道
字内に駅はないが最寄りは以下の通りである。
- 京成電鉄千原線 - ちはら台駅
- JR東日本内房線 - 八幡宿駅

### バス
- 小湊鉄道

### 道路
- 千葉県道14号千葉茂原線
- 千葉県道21号五井本納線